# Conny Vandenbos

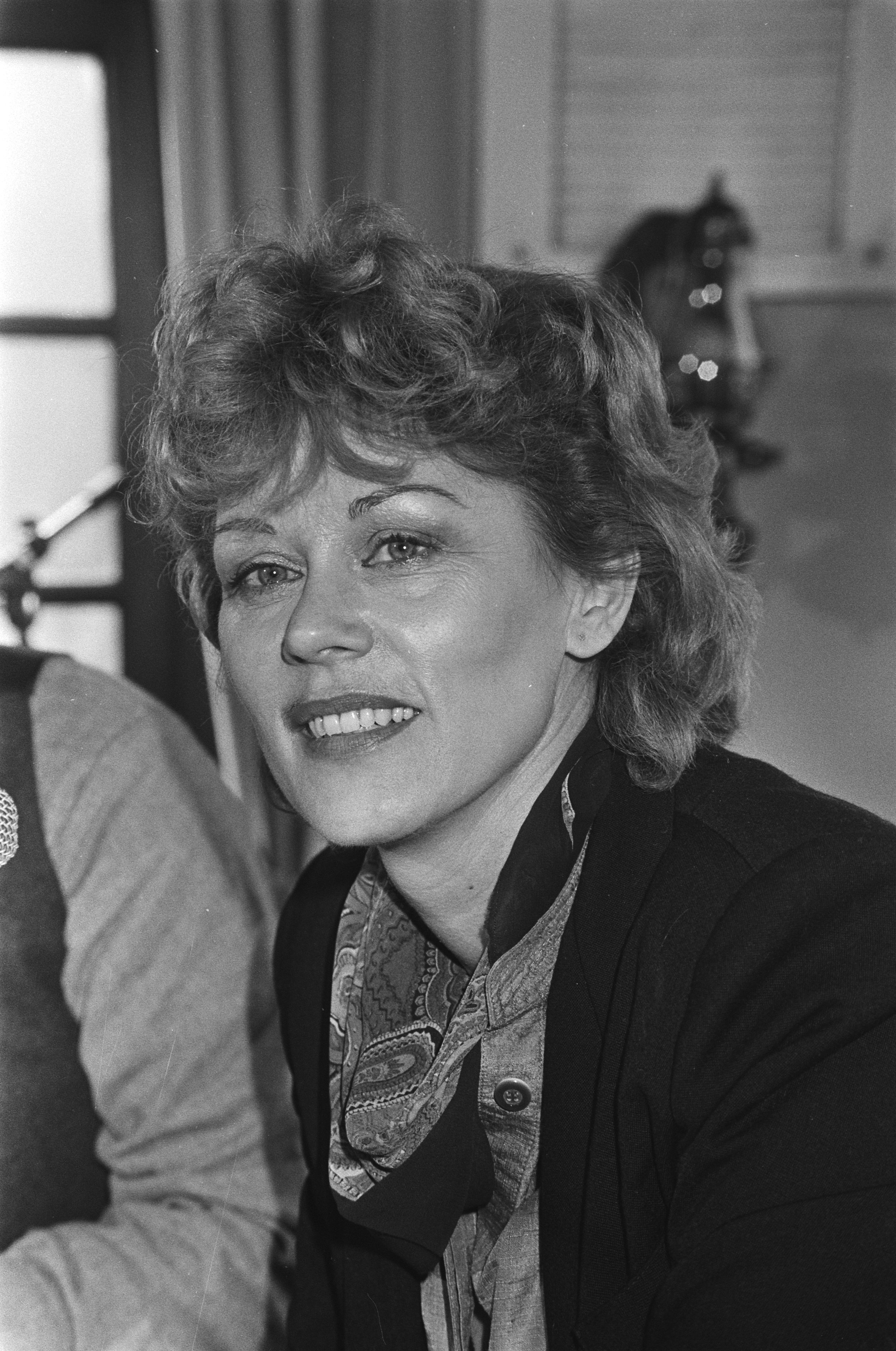
Conny Vandenbos

Conny Vandenbos (nome verdadeiro: "Jacoba Adriana Hollestelle " (Haia, 16 de janeiro de 1937 - Amesterdão, 7 de abril de 2002 foi uma cantora neerlandesa.
Conny Vandenbos nasceu em Haia. Ela fez a sua estreia como cantora solo na rádio  KRO-Springboard radio,na qual ela ela cantava canções tipo chansons. Depois da sua particiapção no  Knokkefestival de 1961, permitiu-lhe um contrato discográfico. Participou no primeiro episódio do show Rudi Carrell. Em 1964, recebeu o seu próprio programa de televisão. 
Em 1965, representou os Países Baixos no Festival Eurovisão da Canção 1965. Com a canção 't Is genoeg, terminou em 11.º lugar. Um ano depois o seu primeiro sucesso "Ik ben gelukkig zonder jou". Em 1974, assinou um novo contrato discográfico e lançou dois grandes sucessos nos Países Baixos: "Een roosje m'n roosje" e "Sjakie van de hoek". 
Em 1976, recebeu da editora  Edison numa harpa dourada, graças ao seu álbum "Zo wil ik leven". 
Em 1993, foi premiada com um disco de ouro pelo seu álbum "14 Grootste Hits Van Conny Vandenbos". 
Durante a década de 1990 ela apresentou programas de rádio, incluindo Radio Radio North Sea and West. 
Conny Vandenbos morreu a 7 de abril de 2002, duas semanas de ter sido anunciado que padecia de de câncer de pulmões. 

## Discografia

### Singles
- Ik ben gelukkig zonder jou (1966)
- Een roosje m'n roosje (1974)
- Drie zomers lang (1975)
- 'Sjakie van de hoek (1975)
- Ome Arie (1976)
- Weet je wat we doen (1977)
- Don't leave tonight com  Janis Ian (1980)

### Álbuns
- Een vrouw van deze tijd (1974)
- Van dichtbij (1975)
- Zo wil ik leven (1976)
- Licht en schaduw (1976)
- Over liefde (1979)
- Conny Vandenbos zingt Janis Ian
- Net als iedereen (1983)
- De mooiste dag (1987)